# Мухино (Курчатовский район)
Мухино — деревня в Курчатовском районе Курской области. Входит в Костельцевский сельсовет.

## География
Деревня находится на реке Прутище, в 43 километрах к юго-западу от Курска, в 21 километрах севернее районного центра — города Курчатов, в 3 км от центра сельсовета – села Костельцево.
Улицы
В деревне есть улица Заречная.
Климат
Мухино, как и весь район, расположено в поясе умеренно континентального климата с тёплым летом и относительно тёплой зимой (Dfb в классификации Кёппена).

## Население
| 1979 | 2002 | 2010 |
| ---- | ---- | ---- |
| 220  | ↘58  | ↘34  |

## Инфраструктура
Личное подсобное хозяйство. На 2 июня 2021 года 51 дом.

## Транспорт
Мухино находится в 20,5 км от автодороги регионального значения 38К-017 (Курск – Льгов – Рыльск – граница с Украиной), в 2 км от автодороги межмуниципального значения 38Н-362 (38К-017 – Николаевка – Ширково), в 3 км от автодороги 38Н-365 (38Н-362 – Костельцево – Запрутье), на автодороге 38Н-173 (Костельцево — Мухино), в 20 км от ближайшего ж/д остановочного пункта 552 км (линия Навля — Льгов I).